# بدحيات
البدحيات أو الموجارات (الاسم العلمي: Gerreidae) هي فصيلة من الأسماك تتبع رتبة الفرخيات من طائفة شعاعيات الزعانف. وتشمل الفصيلة حوالي 53 نوعا. أسماك الموجارات تعتبر فرائس وأسماك طعم في أجزاء كثيرة من منطقة البحر الكاريبي بما في ذلك ساحل أمريكا الجنوبية وجزر الكاريبي وكذلك خليج المكسيك والساحل الأطلسي لأمريكا الشمالية. من الصعب تحديد أنواع هذه الفصيلة وغالبًا ما تتطلب الفحص المجهري. معظم الأنواع تنتظم ضمن قطعان مائية وتميل إلى استغلال الموائل في المياه الضحلة المرتبطة بالمناطق الساحلية لتتجنب الحيوانات المفترسة الكبيرة مثل سمك القرش الليموني. كما يشيع استخدام كلمة موجارة في بلدان أمريكا اللاتينية كاسم لمختلف أنواع الفصيلة البلطية بما في ذلك سمك البلطي.

## الأجناس
- الموجارة